# Rhododendron flavoflorum
Rhododendron flavoflorum är en ljungväxtart som beskrevs av T.L. Ming. Rhododendron flavoflorum ingår i släktet rododendron, och familjen ljungväxter. Inga underarter finns listade i Catalogue of Life.